# Queen Sylwester kehrt zurück
Queen Sylwester kehrt zurück
(Originaltitel: Królowa) ist eine polnische Dramaserie, die am 23. Juni 2022 weltweit auf Netflix veröffentlicht wurde. Die vierteilige Miniserie wurde vom isländischen Regisseur Árni Ólafur Ásgeirsson entwickelt, der auch am Drehbuch mitwirkte.

## Inhalt
Die Serie folgt Sylwester Borkowski, einem bekannten Schneider und Dragqueen, der seit fünf Jahrzehnten in Paris lebt. Als er einen Brief erhält, in dem er gebeten wird, seiner kranken Tochter Wioletta eine Niere zu spenden, kehrt er widerwillig in seine Heimatstadt in Polen zurück. Dort trifft er nicht nur auf seine entfremdete Tochter, sondern auch auf seine Enkelin Izabela. Während er sich mit seiner Vergangenheit auseinandersetzt, organisiert er eine Bühnenshow, um die Gemeinschaft zu unterstützen und seine Familie wiederzuvereinen.

## Produktion
Die Serie wurde von Árni Ólafur Ásgeirsson konzipiert, der vor Abschluss der Produktion im April 2021 verstarb. Die Dreharbeiten fanden in Breslau und Nowa Ruda statt. Regie führte Łukasz Kośmicki. Die Musik komponierte Mikolai Stroinski und die Produzenten waren Łukasz Dzięcioł und Piotr Dzięcioł. Die Serie wurde am 23. Juni 2022 auf der Streaming-Plattform Netflix veröffentlicht.

## Besetzung und Synchronisation
Die deutschsprachige Synchronisation entstand nach die Dialogbücher von Kathrin Neusser und Martin Cichy sowie unter der Dialogregie von Kathrin Neusser durch die Synchronfirma Eclair Studios Germany GmbH.
| Rolle                         | Schauspieler     | Synchronsprecher      |
| ----------------------------- | ---------------- | --------------------- |
| Sylwester Borkowski / Loretta | Andrzej Seweryn  | Lutz Riedel           |
| Wioletta Nowak                | Maria Peszek     | Maud Ackermann        |
| Izabela Nowak                 | Julia Chętnicka  | Zalina Sanchez Decke  |
| Bruno Adamski                 | Piotr Witkowski  | Timo Weisschnur       |
| Corentin                      | Kova Réa         | Alexander Prince Osei |
| Ziutek                        | Paweł Koślik     | Sven Gerhardt         |
| Patryk Adamski                | Henryk Niebudek  | Hanns Jörg Krumpholz  |
| Sebastian Adamski             | Paweł Prokopczuk | Matthias Deutelmoser  |
| Darek Adamski                 | Łukasz Gawroński | Tino Mewes            |